# Aria (аниме и манга)
«ARIA» (яп. アリア ариа, «Ария») — манга Амано Кодзуэ. Выпускалась с 2001 по 2002 год в журнале «Стэнсил» (яп. 月刊ステンシル) под названием AQUA. Неторопливое повествование, живописные сцены и добрые персонажи создают тёплую атмосферу, которой иногда даже приписывают «лечащий эффект». Автор некогда охарактеризовала своё произведение как «История о воде и кошках». В России первые два тома манги лицензированы издательством «Фабрика комиксов» и выпущены под названием «Аква».

## Мир
Действие происходит примерно через 300 лет со времени написания манги в городе Новая Венеция (ит. Neo-Venezia) (яп. ネオ・ヴェネツィア Нэо Вэнэциа) на Марсе, подвергнутом терраформированию, благодаря которому большая часть планеты покрыта водой. Название «Аква» дано за 150 лет до начала событий, описанных в манге, после того как на планете появилась вода. Земля к этому времени тоже получила новое название — «Манхом» (яп. マンホーム Манхо:му, досл. «Родина человека»).

## Сюжет
История начинается с того, что Акари прилетает на Акву с Земли для того, чтобы стать профессиональным гондольером. Под руководством прекрасной наставницы, Алисии Флоренс, она учится управлять гондолой, вести экскурсию и общаться с клиентами. Постепенно Акари заводит новых друзей и хороших знакомых, и всё больше узнаёт Новую Венецию, проникаясь любовью к этому городу.

## Персонажи

### Aria Company
Компания Ария — самая маленькая компания, предоставляющая экскурсии по воде; имеет всего двух сотрудников. Отличительные цвета — белый с синими полосами.
Ария Покотэн (яп. アリア·ポコテン Ариа Покотэн) — президент, в честь которого и названа Компания Ария; уроженец Аквы; более «волшебный» и сообразительный кот, чем обычные коты Аквы. Ария влюблён в президента Химэ, однако, та не отвечает ему взаимностью. Прототипом президента Арии был реальный кот, который жил у Амано Кодзуэ.
Сэйю: Тинами Нисимура
Акари Мидзунаси (яп. 水無 灯里 Мидзунаси Акари) прилетает из земной Японии на Акву в возрасте 15 лет для того, чтобы стать ундиной. Поначалу Акари не умеет управлять гондолой и мало знакома с Новой Венецией, но, имея природную способность заводить друзей и оптимистичный характер, она легко преодолевает любые сложности. Одна из отличительных черт Акари — находить необычное в обычном; возможно, поэтому она умеет притягивать действительно загадочные явления в этом городе. Начав обучение, будучи парой, Акари проходит экзамен на звание одиночки (англ. single). В конце истории она становится примой, получая второе имя — Aquamarine (яп. 遙かなる蒼 харуканару ао, досл. «Далёкая синева»). Большинство глав манги и серий аниме считаются письмами, которые Акари посылает по электронной почте. В манге адресатом является некий человек, которого Акари никогда не видела, а в аниме письма получает девочка Ай — клиент из первой серии.
Сэйю: Эрино Хадзуки
Алисия Флоренс (яп. アリシア·フローレンス Арисиа Фуро:рэнсу, Alicia Florence) — наставница Акари, одна из Трёх фей воды, известная как Snow White (яп. 白き妖精 сироки ё:сэй, досл. «Белая фея»). В начале манги ей 19 лет и она является самой популярной ундиной, известной за свой элегантный стиль управления гондолой. Алисия стала примой в 15 лет, сделавшись самой молодой примой за всю историю Аквы. Бабушка Акино считает, что она стала превосходной ундиной благодаря способности «находить радость во всём подряд». В конце манги Алисия объявляет о своём скором замужестве и переходе на административную должность в Ассоциации Гондольеров.
Сэйю: Саяка Охара
Акино Амэцути (яп. 天地 秋乃 Амэцути Акино) известна как Бабушка (Grandma) — самая почитаемая ундина в отставке, была наставником Анны и Алисии. Вместе с котом Арией основала компанию «Ария», после того как поняла, что теряет многое в жизни, работая в Химэе. После 30 лет работы оставила компанию Алисии и стала жить за городом.
Сэйю: Ёсико Мацуо
Анна (яп. アンナ) — первая ученица Акино в компании «Ария», стала примой ещё до прихода Алисии. После того, как Алисия стала примой, ушла из компании и вышла замуж за рыбака Альберто, позже родив сына по имени Ахито. Живёт с семьёй на островах Нео-Бурано.
Сэйю: Риса Хаямидзу
Ай (яп. アイ) — девочка, которая живёт на Земле. В аниме появляется в первой серии как клиент Акари, и в дальнейшем переписывается с ней по электронной почте. В манге «Ария» Ай появляется в 60 главе. В обеих версиях она становится первой ученицей Акари через несколько лет после ухода Алисии.
Сэйю: Каори Мидзухаси

### «Химэя»
Химэя (яп. 姫屋, досл. «Лавка принцесс(ы)») — вторая по величине экскурсионная компания в Новой Венеции; имеет самую долгую историю; на службе состоит 80 ундин. Отличительные цвета — белый с красными полосами.
Химэ М. Гранчеста (яп. ヒメ·M·グランチェスタ Химэ Эму Гурантэсута, Hime M. Granzchesta) — президент компании Химэя; маленькая, изящная чёрная кошка. Слово «химэ» имеет перевод «принцесса». Как и президент Ария, оригинальная кошка проживала дома у Амано Кодзуэ.
Сэйю: Каори Мидзунаси
Айка С. Гранчеста (яп. 藍華·S·グランチェスタ Айка Эсу Гурантэсута, Aika S. Granzchesta) — первая подруга Акари на Акве. Во время их первой встречи Айке 16 лет, и она пара в «Химэе». Айка — единственная наследница компании «Химэя», однако она не очень этому рада, так как большинство сотрудниц компании не искренни с ней. Единственный человек, который строг и требователен к ней — наставница Акира. Айка часто пререкается с ней, несмотря на то (или именно потому), что они во многом похожи. Коронная реплика: «Смущающие фразы запрещены!» (яп. 恥ずかしいセリフ禁止! Хадзукасий сэрифу кинси!). Хотя Айка ответственная и надёжная подруга, она легко может заплакать, за что её часто называют плаксой. Объект восхищения — Алисия Флоренс из Компании «Ария». С течением времени начинает питать чувства к гному Алу.
В 58-й главе Айка становится примой, принимая второе имя Rosen Queen (яп. 薔薇の女王 Бара но дзёо:, досл. «Королева Роз»). После чего она становится управляющей нового офиса компании «Химэя».
Сэйю: Тива Сайто
Акира Э. Феррари (яп. 晃·E·フェラーリ, Акира И: Фэра:ри) Akira E. Ferrari — одна из Трёх фей воды Нео-Венеции, известная как Crimson Rose (яп. 真紅の薔薇 синку но бара, досл. «Алая Роза»); родилась и выросла на Акве. Акира очень старательна в работе и превосходна в общении с клиентами, за что очень популярна (особенно среди женщин). В детстве была очень похожа на мальчика, чем в своё время ввела в заблуждение Акацуки Идзумо. Свою подопечную, Айку, воспитывает довольно строго, но зато справедливо, за что последняя испытывает к ней даже большее уважение, чем к Алисии.
Сэйю: Дзюнко Минагава

### Orange Planet
Orange Planet (яп. オレンジ．プラネット Орэндзи Пуранэтто, «Оранжевая Планета») — самая большая компания, организующая экскурсии на воде в Нео-Венеции; имеет в сотрудниках 81 ундину, включая 20 прим. Отличительные цвета — белый с жёлтыми полосами.
Маа (яп. まぁ) — президент Оранжевой Планеты, маленький котёнок с очень маленькими голубыми глазами. Алиса называет его Маа-кун из-за необычной манеры мяуканья. Маа любит кусать президента Арию за пузо. На ежегодном медицинском осмотре оказывается, что Маа — кошка.
Сэйю: Акэно Ватанабэ
Алиса Кэрролл (яп. アリス·キャロル Арису Кярору, Alice Carroll)  — ундина компании «Оранжевая Планета»; 14 лет. Впервые появляется в 3-м томе манги «Ария» (3-м эпизоде первого сезона аниме). Поначалу воспринимается Айкой как асоциальная, мрачная и тихая девочка. Коронное слово: дэккай (яп. でっかい, «громадный»), которое она добавляет к чему попало. Алиса обладает талантом гребли, превосходящим даже умение её старших подруг, за что она и была принята в Оранжевую Планету в таком юном возрасте. Из сверстниц близкими подругами для неё стали лишь Акари и Айка; в Оранжевой Планете ей не удаётся сблизиться с другими ундинами (возможно, из-за возраста, характера или «ауры гения»). Единственный человек в компании, с которым она подружилась — её соседка по комнате и наставница Афина. Сразу после окончания школы Алиса сдаёт экзамен ундины и, неожиданно для себя, становится примой. Долгое время Алиса не решается показывать свои навыки пения, но благодаря Афине во время экзамена поражает всех своим мастерством. Второе имя примы Алисы — Orange Princess (яп. 黄昏の姫君 тасогарэ но химэгими, досл. «Принцесса Сумерек»).
Сэйю: Рё Хирохаси
Афина Глори (яп. アテナ·グローリィ Атэна Гуро:ри:) — наставница Алисы и одна из Трёх фей воды, прозванная Syren (яп. 天上の謳声 Тэндзё: но утагоэ, досл. «Небесный голос») за её прекрасный голос. Обычно Афина немногословна, безэмоциональна и часто витает в облаках, однако она искренне заботится об Алисе. В конце повествования Афина дебютирует как оперная певица.
Сэйю: Томоко Каваками

### Другие персонажи
Кат Ши (яп. 猫妖精 нэко ё:сэй, кэтто си:, гэльск. Cat Sìth, досл. «Волшебный Кот») — очень большой кот с мистической силой. Упоминается в Шотландском фольклоре как кот с белым пятном на груди, размером с быка. Был кошачьим королём на Акве на протяжении как минимум сотни лет; является председателем на собрании кошек Новой Венеции. Акари встречает его на карнавале в роли Казановы; возле Галактической железной дороги в качестве контролёра; на острове Сан-Микеле Кат Ши спасает её от «чёрной госпожи».
Сэйю: Тэруюки Тандзава
Акацуки Идзумо (яп. 出雲 暁 Идзумо Акацуки) — первый настоящий клиент Акари после того, как она стала одиночкой. Высокий, нетерпеливый молодой человек, который часто дразнит Акари «момико» (яп. もみ子) из-за длинных косичек возле висков. Слово происходит от «момиагэ» (яп. 揉み上げ), что на русский язык можно перевести как «бакенбарды». Акацуки работает саламандрой и живёт на парящем острове, поэтому каждый визит на землю для него становится небольшим приключением. Утверждает, что влюблён в Алисию, но сама Алисия и многие другие замечают его бо́льшую привязанность к Акари. В любом случае, в Нео-Венеции бо́льшую часть времени он проводит с Акари.
Сэйю: Хирофуми Нодзима
Удо Аянокодзи 51-й (яп. 綾小路宇土51世 Аяноко:дзи Удо Го Дзю: Иссэй), более известный как Вудди. Вудди работает сильфом в службе доставки Нео-Венеции; живёт на парящем острове по соседству с Акацуки. Утверждает, что для него летать в воздухе — подобно тунцу плавать в воде. С детства дружит с Акацуки (которого он называет «Акацукин») и Алом. Добавляет к своей речи окончание «-нанода», что придаёт ей необычный оттенок. В конце манги Вудди заводит у себя дома курятник.
Сэйю: Юдзи Уэда
Альберт Питт (яп. アルバート·ピット, Аруба:то Питто) Albert Pitt, чаще его зовут Алом. Ал работает гномом и живёт под поверхностью Нео-Венеции. Иногда поднимается в город за покупками. Он выглядит моложе Акари или Айки, но на самом деле на 3 года старше их. Через некоторое время начинает встречаться с Айкой.
Сэйю: Акэно Ватанабэ

Намихэй Анно (яп. 庵野波平 Анно Намихэй) — пожилой неовенецианский почтальон, любящий свою работу; он — первый, кого Акари встречает по прибытии в Нео-Венецию. Акари узнаёт его настоящее имя только в конце повествования, когда он нанимает её для прогулки на гондоле после своего ухода на пенсию, а до того зовёт его просто почтальоном (яп. 郵便屋さん ю:бинъя-сан).
Сэйю: Мотому Киёкава

## Медиа

### Манга
Сменив название с AQUA на ARIA, публикация продолжилась в журнале Comic Blade (яп. 月刊コミックブレイド) с ноября 2002 по апрель 2008 года. Повествование заканчивается на последнем томе манги. Всего выпущено 14 томов манги (2 тома — AQUA, 12 томов — ARIA). На её основе были созданы аниме, Drama CD, иллюстрированные книги и т. п.

### Аниме
Первый сезон аниме вышел в 2005 году под названием Aria The Animation, второй (Aria The Natural) — в 2006-м, OVA (Aria The OVA: Arietta) — в 2007, третий сезон (Aria The Origination) — в 2008 и OVA (Aria the Avvenire) — в 2015. Сюжет примерно соответствует манге, хотя местами нарушена хронология и есть некоторые изменения и вставки. 14 апреля 2020 года было объявлено, что франшиза дебютирует с новой работой, запланированной на эту зиму, в рамках празднования 15-летия серии.

## Терминология

### 4 элементаля
- Сильф (яп. 風追配達人（シルフ） кадзэои хайтацунин (сируфу), «доставщик, следующий за ветром») — человек, который осуществляет доставку различных вещей на воздушном мотоцикле (яп. エアバイク эа-байку, air-bike). Доставка происходит по воздуху, так как это единственный способ, доступный в городе на воде[12].
- Гном (яп. 地重管理人（ノーム） тидзю: канринин (но:му), «управляющий весом планеты») — человек, работающий под землёй и регулирующий гравитацию на Акве так, чтобы она была близка к земной. Большинство гномов низкого роста и с плохим зрением, из-за того что они живут под землёй[13].
- Саламандра (яп. 火炎之番人（サラマンダー） каэн но баннин (сараманда:), «страж пламени») — человек, контролирующий погоду на Акве и обогревающий её атмосферу. Саламандры живут и работают на парящих островах, связанных с землёй канатами.
- Ундина (яп. 水先案内人（ウンディーネ） мидзусаки аннайнин (унди:нэ), «показывающая путь на воде») — женщина-гондольер, предоставляющая туристические экскурсии по Нео-Венеции, также может выполнять роль такси. Каждая компания имеет свою летнюю и зимнюю униформу. Ундины являются одним из символов города.

### Понятия, связанные с ундинами
- Пара (яп. ペア（見習い） пэа (минарай), pair, «ученица») — ундина, которая недавно начала обучение управлению гондолой и не может принимать пассажиров. Должна носить две перчатки, которые также защищают руки от мозолей. Пройдя экзамен на звание одиночки, снимает одну перчатку. Экзамен принято заканчивать на «холме надежды»[14].
- Одиночка (яп. シングル（半人前） сингуру (ханнинмаэ), single, «помощница») — ундина, которая может принимать пассажиров под присмотром инструктора. Должна носить одну перчатку. Цена экскурсии меньше, чем у примы, однако примы всё равно пользуются бо́льшим спросом[14].
- Прима (яп. プリマ（一人前） пурима (итининмаэ), prima, «мастер») — высококвалифицированная ундина, которая самостоятельно может проводить экскурсии. Став примой, ундина получает второе имя. Прима не носит перчаток и управляет красивой белой гондолой с цветами компании, чуть больше размером, чем обычная гондола[14].
- Второе имя (яп. 通り名 тоорина, «общепризнанное имя») — одна из привилегий примы; отражает её выдающиеся качества. Как правило, придумывается и даётся обучавшей ундину примой. Считается, что в старину в Венеции второе имя передавалось неизменным от мастера к подмастерью, после того как мастер уходил от дел. Таким образом контролировалось количество мастеров в городе, и получение второго имени очень ценилось.
- Три феи воды (яп. 水の三妖精 мидзу но санъё:сэй) — три самых профессиональных ундины во времена, описанные в манге: Алисия Флоренс, Акира Э. Феррари, Афина Глори. Присутствуют на обложках ежемесячного журнала «Ундина» как внутри манги, так и в трёх реальных журналах, иллюстрированных Кодзуэ Амано.
- Трагетто (итал. traghetto, досл. «паром») — гондола, предназначенная для перевозки нескольких людей через Гранд-канал. Из-за своего размера и числа пассажиров должна управляться двумя гондольерами.